# Tideo Acciarini
Tideo Acciarini (Sant'Elpidio, fra il 1430 e il 1440 – dopo il 1490) è stato un umanista italiano.
Rettore scolastico a Spalato, Zara e Ragusa negli anni 1469 - 1480, fu autore di alcuni Carmina e dell'opera De animorum medicamentis. Tra i suoi allievi a Spalato, troviamo il poeta Marco Marulo.